# Petitmont
Petitmont település Franciaországban, Meurthe-et-Moselle megyében. Lakosainak száma 307 fő (2022. január 1.). Petitmont Cirey-sur-Vezouze, Harbouey, Parux, Saint-Sauveur és Val-et-Châtillon községekkel határos.

## Népesség
A település népességének változása:
| Lakosok száma | 575  | 394  | 370  | 365  | 339  | 324  | 321  | 317  | 313  | 307  |
|               | 1968 | 1982 | 1990 | 2006 | 2013 | 2015 | 2017 | 2019 | 2020 | 2022 |